# تعليم السكان الأصليين
يركز تعليم السكان الأصليين بشكل خاص على تدريس معارف السكان الأصليين ونماذجهم وأساليبهم ومحتواهم ضمن الأنظمة التعليمية النظامية أو غير النظامية. يمكن أن يكون الاعتراف المتزايد واستخدام أساليب تعليم السكان الأصليين بمثابة استجابة لتآكل وفقدان معارف السكان الأصليين من خلال عمليات الاستعمار والعولمة والحداثة.